# Gællefødder
 Ikke at forveksle med brachiopoda.
Gællefødder, (branchiopoda) er en underklasse af krebsdyr, som indeholder grupper som ferejer (herunder saltsøkrebs), damrokker, muslingeskalkrebs og dafnier.
Gællefødderne er karakteriseret ved deres bladformede kropsben, der hos de fleste arter er uden ægte led. Kroppen er delt i hoved, krop og bagkrop. Hovedet bærer op til 5 lemmepar, mens kroppen bærer 4-70 kroplemmepar, færrest hos dafnierne (4-6). Bagkroppen er uden lemmer men bagerste led bærer som regel et par kroge (en furka).
Der forekommer normalt både hanner og hunner. Dog har flere af grupperne perioder med jomfrufødsel (ukønnet formering, parthenogenese) og perioder med forringede livsvilkår, produktion af hanner, med efterfølgende kønnet formering og hvileæg beskyttet af en kraftig skal eller morens afskudte skal (ephippium). Hvileæggene er modstandsdygtige over for kulde og udtørring og kan derfor let spredes til andre lokaliteter af ferskvande, der er gruppens foretrukne levesteder.
Systematikken inden for Gællefødderne er beskrevet under krebsdyr.